# اووانوکر
اووانوکر (به سوئدی: Ovanåker) یک منطقهٔ مسکونی در سوئد است که در بخش اووانوکر واقع شده‌است. اووانوکر ۰٫۷۰ کیلومتر مربع مساحت و ۲۱۲ نفر جمعیت دارد.